# Rio Sete de Setembro
Rio Sete de Setembro är ett vattendrag i Brasilien.   Det ligger i delstaten Mato Grosso, i den centrala delen av landet, 600 km nordväst om huvudstaden Brasília.
Omgivningarna runt Rio Sete de Setembro är huvudsakligen savann. Trakten runt Rio Sete de Setembro är nära nog obefolkad, med mindre än två invånare per kvadratkilometer.